# 24 uur van Daytona 2001
De 24 uur van Daytona 2001 was de 39e editie van deze endurancerace. De race werd verreden op 3 en 4 februari 2001 op de Daytona International Speedway nabij Daytona Beach, Florida.
De race werd gewonnen door de Corvette Racing #2 van Johnny O'Connell, Ron Fellows, Chris Kneifel en Franck Fréon, die allemaal hun eerste Daytona-zege behaalden. De GT-klasse werd gewonnen door de White Lightning Racing #31 van Christian Menzel, Randy Pobst, Mike Fitzgerald en Lucas Luhr. De SRP-klasse werd gewonnen door de Downing/Atlanta Racing #63 van Howard Katz, Chris Ronson, A. J. Smith en Jim Downing. De SRP II-klasse werd gewonnen door de Archangel Motorsport Services #21 van Andy Lally, Paul Macey, Martin Henderson en Peter Seldon. De AGT-klasse werd gewonnen door de Hamilton Safe Motorsports #11 van Ken Bupp, Dick Greer, Doug Mills en Simon Gregg.

## Race
Winnaars in hun klasse zijn vetgedrukt.
| Pos. | Klasse | No. | Team                          | Coureurs                                                              | Chassis                    | Banden | Ronden |
| Pos. | Klasse | No. | Team                          | Coureurs                                                              | Motor                      | Banden | Ronden |
| ---- | ------ | --- | ----------------------------- | --------------------------------------------------------------------- | -------------------------- | ------ | ------ |
| 1    | GTS    | 2   | Corvette Racing               | Johnny O'Connell Ron Fellows Chris Kneifel Franck Fréon               | Chevrolet Corvette C5-R    | G      | 656    |
| 1    | GTS    | 2   | Corvette Racing               | Johnny O'Connell Ron Fellows Chris Kneifel Franck Fréon               | Chevrolet 7.0 L V8         | G      | 656    |
| 2    | GT     | 31  | White Lightning Racing        | Christian Menzel Randy Pobst Mike Fitzgerald Lucas Luhr               | Porsche 996 GT3-RS         | D      | 648    |
| 2    | GT     | 31  | White Lightning Racing        | Christian Menzel Randy Pobst Mike Fitzgerald Lucas Luhr               | Porsche 3.6 L Flat-6       | D      | 648    |
| 3    | GT     | 86  | Freisinger Motorsport         | Wolfgang Kaufmann Lance Stewart Cyril Chateau Paco Orti               | Porsche 996 GT3-RS         | Y      | 644    |
| 3    | GT     | 86  | Freisinger Motorsport         | Wolfgang Kaufmann Lance Stewart Cyril Chateau Paco Orti               | Porsche 3.6 L Flat-6       | Y      | 644    |
| 4    | GTS    | 3   | Corvette Racing               | Dale Earnhardt Dale Earnhardt jr. Andy Pilgrim Kelly Collins          | Chevrolet Corvette C5-R    | G      | 642    |
| 4    | GTS    | 3   | Corvette Racing               | Dale Earnhardt Dale Earnhardt jr. Andy Pilgrim Kelly Collins          | Chevrolet 7.0 L V8         | G      | 642    |
| 5    | GT     | 56  | Seikel Motorsport             | Gabrio Rosa Fabio Rosa Fabio Babini Alex Caffi                        | Porsche 996 GT3-RS         | Y      | 637    |
| 5    | GT     | 56  | Seikel Motorsport             | Gabrio Rosa Fabio Rosa Fabio Babini Alex Caffi                        | Porsche 3.6 L Flat-6       | Y      | 637    |
| 6    | GTS    | 01  | Bytzek Motorsport             | Larry Schumacher Harry Bytzek John Brenner James Holtom               | Porsche 911 GT1 Evo        | D      | 632    |
| 6    | GTS    | 01  | Bytzek Motorsport             | Larry Schumacher Harry Bytzek John Brenner James Holtom               | Porsche 3.6 L Turbo Flat-6 | D      | 632    |
| 7    | GT     | 43  | Orbit Racing                  | Peter Baron Kyle Petty Gian Luigi Buitoni Leo Hindery Tony Kester     | Porsche 996 GT3-RS         | D      | 630    |
| 7    | GT     | 43  | Orbit Racing                  | Peter Baron Kyle Petty Gian Luigi Buitoni Leo Hindery Tony Kester     | Porsche 3.6 L Flat-6       | D      | 630    |
| 8    | GT     | 81  | G&W Motorsports               | Darren Law Matt Drendel David Murry Cort Wagner                       | Porsche 996 GT3-R          | Y      | 629    |
| 8    | GT     | 81  | G&W Motorsports               | Darren Law Matt Drendel David Murry Cort Wagner                       | Porsche 3.6 L Flat-6       | Y      | 629    |
| 9    | GT     | 10  | Genesis Racing                | Bill Auberlen Chris Gleason Rick Fairbanks Chris Miller               | BMW M3 E46                 | Y      | 627    |
| 9    | GT     | 10  | Genesis Racing                | Bill Auberlen Chris Gleason Rick Fairbanks Chris Miller               | BMW 3.2 L I6               | Y      | 627    |
| 10   | GT     | 39  | White Lightning Racing        | Hugh Plumb Kimberly Hiskey Michael Culver Michael Petersen            | Porsche 996 GT3-R          | D      | 627    |
| 10   | GT     | 39  | White Lightning Racing        | Hugh Plumb Kimberly Hiskey Michael Culver Michael Petersen            | Porsche 3.6 L Flat-6       | D      | 627    |
| 11   | SRP    | 63  | Downing/Atlanta Racing        | Howard Katz Chris Ronson A. J. Smith Jim Downing                      | Kudzu DLY                  | G      | 624    |
| 11   | SRP    | 63  | Downing/Atlanta Racing        | Howard Katz Chris Ronson A. J. Smith Jim Downing                      | Mazda 4-Rotor              | G      | 624    |
| 12   | GT     | 50  | AASCO-Boduck                  | Craig Stanton Andy Hajducky Takashi Suzuki                            | Porsche 996 GT3-R          | Y      | 618    |
| 12   | GT     | 50  | AASCO-Boduck                  | Craig Stanton Andy Hajducky Takashi Suzuki                            | Porsche 3.6 L Flat-6       | Y      | 618    |
| 13   | SRP II | 21  | Archangel Motorsport Services | Andy Lally Paul Macey Martin Henderson Peter Seldon                   | Lola B2K/40                | A      | 600    |
| 13   | SRP II | 21  | Archangel Motorsport Services | Andy Lally Paul Macey Martin Henderson Peter Seldon                   | Nissan 3.0 L V6            | A      | 600    |
| DNF  | SRP    | 16  | Dyson Racing                  | James Weaver Butch Leitzinger Andy Wallace                            | Riley & Scott Mk. III      | G      | 598    |
| DNF  | SRP    | 16  | Dyson Racing                  | James Weaver Butch Leitzinger Andy Wallace                            | Ford 6.0 L V8              | G      | 598    |
| 15   | GT     | 34  | Spencer Pumpelly Racing       | Spencer Pumpelly Stevan Ivankovich Tom Pumpelly Rick Dilorio          | Porsche 996 GT3-R          | D      | 595    |
| 15   | GT     | 34  | Spencer Pumpelly Racing       | Spencer Pumpelly Stevan Ivankovich Tom Pumpelly Rick Dilorio          | Porsche 3.6 L Flat-6       | D      | 595    |
| 16   | GT     | 40  | MAC Racing                    | Antonio De Castro Luca Cattaneo Renato Bicciato Franco Bugané         | Porsche 996 GT3-R          | D      | 593    |
| 16   | GT     | 40  | MAC Racing                    | Antonio De Castro Luca Cattaneo Renato Bicciato Franco Bugané         | Porsche 3.6 L Flat-6       | D      | 593    |
| 17   | GT     | 57  | Seikel Motorsport             | Stefano Buttiero Philip Collin Andrew Bagnall Tony Burgess            | Porsche 996 GT3-R          | Y      | 590    |
| 17   | GT     | 57  | Seikel Motorsport             | Stefano Buttiero Philip Collin Andrew Bagnall Tony Burgess            | Porsche 3.6 L Flat-6       | Y      | 590    |
| 18   | GT     | 71  | Freisinger Motorsport         | Yukihiro Hane Kurt Thiel Klaus Horn Manfred Jurasz                    | Porsche 996 GT3-R          | Y      | 585    |
| 18   | GT     | 71  | Freisinger Motorsport         | Yukihiro Hane Kurt Thiel Klaus Horn Manfred Jurasz                    | Porsche 3.6 L Flat-6       | Y      | 585    |
| 19   | SRP    | 20  | Dyson Racing                  | Elliott Forbes-Robinson Rob Dyson Max Papis Niclas Jönsson            | Riley & Scott Mk. III      | G      | 584    |
| 19   | SRP    | 20  | Dyson Racing                  | Elliott Forbes-Robinson Rob Dyson Max Papis Niclas Jönsson            | Ford 6.0 L V8              | G      | 584    |
| 20   | SRP II | 62  | Team Spencer Motorsports      | Rich Grupp Ryan Hampton Dennis Spencer                                | Kudzu DLM                  | G      | 577    |
| 20   | SRP II | 62  | Team Spencer Motorsports      | Rich Grupp Ryan Hampton Dennis Spencer                                | Mazda 3-Rotor              | G      | 577    |
| 21   | SRP    | 37  | Intersport Racing             | Jon Field Carl Rosenblad Joel Field Clint Field                       | Lola B2K/10                | G      | 566    |
| 21   | SRP    | 37  | Intersport Racing             | Jon Field Carl Rosenblad Joel Field Clint Field                       | Judd 4.0 L V10             | G      | 566    |
| DNF  | SRP    | 74  | Robinson Racing               | Jack Baldwin George Robinson Irv Hoerr Buddy Lazier                   | Riley & Scott Mk. III      | G      | 563    |
| DNF  | SRP    | 74  | Robinson Racing               | Jack Baldwin George Robinson Irv Hoerr Buddy Lazier                   | Judd 4.0 L V10             | G      | 563    |
| 23   | GT     | 14  | Autometrics Motorsports       | Cory Friedman Adam Merzon Basil Demeroutis Lynn Wilson                | Porsche 993 Carrera RSR    | D      | 563    |
| 23   | GT     | 14  | Autometrics Motorsports       | Cory Friedman Adam Merzon Basil Demeroutis Lynn Wilson                | Porsche 3.8 L Flat-6       | D      | 563    |
| 24   | GTS    | 24  | Marcos Racing International   | Cor Euser Calum Lockie Herman Buurman                                 | Marcos Mantara LM600       | D      | 562    |
| 24   | GTS    | 24  | Marcos Racing International   | Cor Euser Calum Lockie Herman Buurman                                 | Chevrolet 6.9 L V8         | D      | 562    |
| 25   | GT     | 41  | MAC Racing                    | Fabio Mancini Gianni Collini Paolo Rapetti Michel Neugarten           | Porsche 996 GT3-RS         | D      | 561    |
| 25   | GT     | 41  | MAC Racing                    | Fabio Mancini Gianni Collini Paolo Rapetti Michel Neugarten           | Porsche 3.6 L Flat-6       | D      | 561    |
| 26   | GT     | 67  | The Racer's Group             | Don Kitch jr. Dave Gaylord Dave Parker Mike Oberholtzer               | Porsche 996 GT3-R          | G      | 560    |
| 26   | GT     | 67  | The Racer's Group             | Don Kitch jr. Dave Gaylord Dave Parker Mike Oberholtzer               | Porsche 3.6 L Flat-6       | G      | 560    |
| 27   | GTS    | 25  | Marcos Racing International   | Miguel Ángel de Castro Peter van der Kolk Toto Lassally               | Marcos Mantara LM600       | D      | 557    |
| 27   | GTS    | 25  | Marcos Racing International   | Miguel Ángel de Castro Peter van der Kolk Toto Lassally               | Chevrolet 6.0 L V8         | D      | 557    |
| 28   | AGT    | 11  | Hamilton Safe Motorsports     | Ken Bupp Dick Greer Doug Mills Simon Gregg                            | Chevrolet Camaro           | G      | 553    |
| 28   | AGT    | 11  | Hamilton Safe Motorsports     | Ken Bupp Dick Greer Doug Mills Simon Gregg                            | Chevrolet 5.9 L V8         | G      | 553    |
| 29   | GT     | 66  | The Racer's Group             | Wade Gaughran Justin Marks Steve Miller Kiichi Takahashi              | Porsche 996 GT3-R          | G      | 547    |
| 29   | GT     | 66  | The Racer's Group             | Wade Gaughran Justin Marks Steve Miller Kiichi Takahashi              | Porsche 3.6 L Flat-6       | G      | 547    |
| 30   | GT     | 55  | Club: Yellow Magic            | Toshio Suzuki Tsuyoshi Takahashi Syougo Mitsuyama Shinichi Yamaji     | Ferrari F355               | Y      | 543    |
| 30   | GT     | 55  | Club: Yellow Magic            | Toshio Suzuki Tsuyoshi Takahashi Syougo Mitsuyama Shinichi Yamaji     | Ferrari F129B 3.9 L V8     | Y      | 543    |
| 31   | GTS    | 114 | Chamberlain Motorsports       | Stefano Zonca Raffaele Sangiuolo Milka Duno David Gooding             | Dodge Viper GTS-R          | D      | 530    |
| 31   | GTS    | 114 | Chamberlain Motorsports       | Stefano Zonca Raffaele Sangiuolo Milka Duno David Gooding             | Dodge 8.0 L V10            | D      | 530    |
| 32   | GT     | 52  | Safina Racing                 | Scooter Gabel Joseph Safina Doc Lowman Carlos de Quesada              | BMW M3                     | Y      | 530    |
| 32   | GT     | 52  | Safina Racing                 | Scooter Gabel Joseph Safina Doc Lowman Carlos de Quesada              | BMW 3.2 L I6               | Y      | 530    |
| 33   | AGT    | 09  | Team X1-R                     | Craig Conway Erik Messley Doug Goad Richard Maugeri                   | Chevrolet Camaro           | G      | 528    |
| 33   | AGT    | 09  | Team X1-R                     | Craig Conway Erik Messley Doug Goad Richard Maugeri                   | Chevrolet 5.9 L V8         | G      | 528    |
| 34   | GT     | 9   | Genesis Racing                | Marc Bunting Emil Assentato Philip Schearer Steve Ahlgrim             | BMW M3                     | Y      | 510    |
| 34   | GT     | 9   | Genesis Racing                | Marc Bunting Emil Assentato Philip Schearer Steve Ahlgrim             | BMW 3.2 L I6               | Y      | 510    |
| DNF  | GT     | 05  | Haberthur Racing              | Francesc Gutiérrez Nigel Smith Patrick Vuillaume Jean-Charles Cartier | Porsche 996 GT3-R          | D      | 505    |
| DNF  | GT     | 05  | Haberthur Racing              | Francesc Gutiérrez Nigel Smith Patrick Vuillaume Jean-Charles Cartier | Porsche 3.6 L Flat-6       | D      | 505    |
| 36   | GTS    | 30  | Mastercar                     | Fabian Peroni Tony Ring Sergey Zlobin Andrea Montermini               | Ferrari F355               | K      | 505    |
| 36   | GTS    | 30  | Mastercar                     | Fabian Peroni Tony Ring Sergey Zlobin Andrea Montermini               | Ferrari F129B 3.9 L V8     | K      | 505    |
| DNF  | SRP II | 26  | Northstar Racing              | Cass Whitehead B. J. Zacharias Jeff Giangrande Chris Hall             | Lola B2K/40                | A      | 498    |
| DNF  | SRP II | 26  | Northstar Racing              | Cass Whitehead B. J. Zacharias Jeff Giangrande Chris Hall             | Nissan 3.0 L V6            | A      | 498    |
| 38   | GTS    | 69  | Proton Competition            | Horst Felbermayr Horst Felbermayr jr. Christian Ried Gerold Ried      | Porsche 911 GT2            | Y      | 495    |
| 38   | GTS    | 69  | Proton Competition            | Horst Felbermayr Horst Felbermayr jr. Christian Ried Gerold Ried      | Porsche 3.6 L Flat-6       | Y      | 495    |
| DNF  | GT     | 54  | JET Motorsports               | Toney Jennings Terry Borcheller Boris Said Hans-Joachim Stuck         | BMW M3 E46 GTR             | Y      | 490    |
| DNF  | GT     | 54  | JET Motorsports               | Toney Jennings Terry Borcheller Boris Said Hans-Joachim Stuck         | BMW 5.0 L V8               | Y      | 490    |
| DNF  | AGT    | 44  | Team Amick Motorsports        | Joe Varde David Amick Lyndon Amick Bill Lester                        | Chevrolet Corvette         | G      | 488    |
| DNF  | AGT    | 44  | Team Amick Motorsports        | Joe Varde David Amick Lyndon Amick Bill Lester                        | Chevrolet 6.1 L V8         | G      | 488    |
| 41   | GTS    | 0   | Bytzek Motorsport             | Scott Maxwell David Empringham Richard Spenard Klaus Bytzek           | Porsche 911 GT1 Evo        | D      | 479    |
| 41   | GTS    | 0   | Bytzek Motorsport             | Scott Maxwell David Empringham Richard Spenard Klaus Bytzek           | Porsche 3.6 L Turbo Flat-6 | D      | 479    |
| 42   | GT     | 65  | Cirtek Motorsport             | Claudia Hürtgen Robert Orcutt Jürgen Lornez Heinrich Langfermann      | Porsche 996 GT3-R          | D      | 477    |
| 42   | GT     | 65  | Cirtek Motorsport             | Claudia Hürtgen Robert Orcutt Jürgen Lornez Heinrich Langfermann      | Porsche 3.6 L Flat-6       | D      | 477    |
| DNF  | SRP II | 89  | Porschehaus Racing            | Greg Pootmans Bruno St. Jacques Robert Julian Bob Woodman             | Lola B2K/40                | G      | 473    |
| DNF  | SRP II | 89  | Porschehaus Racing            | Greg Pootmans Bruno St. Jacques Robert Julian Bob Woodman             | Nissan 3.0 L V6            | G      | 473    |
| DNF  | GT     | 60  | PK Sport                      | Geoff Lister Mike Youles Fred Moss Matt Turner                        | Porsche 996 GT3-R          | D      | 471    |
| DNF  | GT     | 60  | PK Sport                      | Geoff Lister Mike Youles Fred Moss Matt Turner                        | Porsche 3.6 L Flat-6       | D      | 471    |
| DNF  | GTS    | 07  | G&W Motorsports               | Steve Marshall Danny Marshall Johannes van Overbeek Tim Holt          | Porsche 911 GT2            | Y      | 470    |
| DNF  | GTS    | 07  | G&W Motorsports               | Steve Marshall Danny Marshall Johannes van Overbeek Tim Holt          | Porsche 3.6 L Turbo Flat-6 | Y      | 470    |
| DNF  | SRP    | 12  | Risi Competizione             | Ralf Kelleners Allan McNish David Brabham Eric van de Poele           | Ferrari 333 SP             | G      | 462    |
| DNF  | SRP    | 12  | Risi Competizione             | Ralf Kelleners Allan McNish David Brabham Eric van de Poele           | Ferrari F310E 4.0 L V12    | G      | 462    |
| DNF  | SRP II | 22  | Archangel Motorsport Services | Andrew Davis Tony Dudek Mike Durand Jeff Clinton                      | Lola B2K/40                | A      | 460    |
| DNF  | SRP II | 22  | Archangel Motorsport Services | Andrew Davis Tony Dudek Mike Durand Jeff Clinton                      | Nissan 3.0 L V6            | A      | 460    |
| 48   | AGT    | 96  | Tropic Zone Racing            | Dave Bacher Anthony Puleo Hans Hauser Robert Dubler                   | Oldsmobile Cutlass         | G      | 407    |
| 48   | AGT    | 96  | Tropic Zone Racing            | Dave Bacher Anthony Puleo Hans Hauser Robert Dubler                   | Chevrolet 6.1 L V8         | G      | 407    |
| 49   | GT     | 68  | The Racer's Group             | Kevin Buckler Jim Michaelian Stephen Earle Dilantha Malagamuwa        | Porsche 996 GT3-RS         | Y      | 354    |
| 49   | GT     | 68  | The Racer's Group             | Kevin Buckler Jim Michaelian Stephen Earle Dilantha Malagamuwa        | Porsche 3.6 L Flat-6       | Y      | 354    |
| 50   | GT     | 32  | Goldin Bros Racing            | Steve Goldin Keith Goldin Scott Finlay Dave Rankin                    | Mazda RX-7                 | G      | 351    |
| 50   | GT     | 32  | Goldin Bros Racing            | Steve Goldin Keith Goldin Scott Finlay Dave Rankin                    | Mazda 2-Rotor              | G      | 351    |
| DNF  | SRP    | 4   | Philip Creighton Motorsports  | Duncan Dayton John Burton Rick Sutherland Scott Schubot               | Lola B2K/10                | G      | 347    |
| DNF  | SRP    | 4   | Philip Creighton Motorsports  | Duncan Dayton John Burton Rick Sutherland Scott Schubot               | Ford 6.0 L V8              | G      | 347    |
| DNF  | GT     | 35  | Jürgen Alzen Motorsports      | Ulli Richter Enzo Calderari Lilian Bryner Jürgen Alzen                | Porsche 996 GT3-R          | Y      | 315    |
| DNF  | GT     | 35  | Jürgen Alzen Motorsports      | Ulli Richter Enzo Calderari Lilian Bryner Jürgen Alzen                | Porsche 3.6 L Flat-6       | Y      | 315    |
| DNF  | GT     | 17  | RWS Motorsports               | Luca Riccitelli Dieter Quester Marc Duez Hans-Jörg Hofer              | Porsche 996 GT3-R          | D      | 310    |
| DNF  | GT     | 17  | RWS Motorsports               | Luca Riccitelli Dieter Quester Marc Duez Hans-Jörg Hofer              | Porsche 3.6 L Flat-6       | D      | 310    |
| DNF  | SRP II | 79  | Sportscar Racing Team Sweden  | Thed Björk Niklas Loven Stanley Dickens Larry Oberto                  | Lola B2K/40                | A      | 241    |
| DNF  | SRP II | 79  | Sportscar Racing Team Sweden  | Thed Björk Niklas Loven Stanley Dickens Larry Oberto                  | Nissan 3.0 L V6            | A      | 241    |
| DNF  | AGT    | 18  | Comer Racing                  | Jack Willes Andy McNeil Jon Leavy Les Vallarano                       | Chevrolet Corvette         | G      | 238    |
| DNF  | AGT    | 18  | Comer Racing                  | Jack Willes Andy McNeil Jon Leavy Les Vallarano                       | Chevrolet 5.9 L V8         | G      | 238    |
| DNF  | GT     | 47  | Evil Eye Racing               | Joe Foster Gary Schultheis Scott Neumann Ross Bleustein               | Porsche 996 GT3-RS         | D      | 233    |
| DNF  | GT     | 47  | Evil Eye Racing               | Joe Foster Gary Schultheis Scott Neumann Ross Bleustein               | Porsche 3.6 L Flat-6       | D      | 233    |
| 57   | GT     | 7   | Broadfoot Racing              | Jesús Diez de Villarroel Paco Orti John Warner Ronald Zitza           | Porsche 996 GT3-R          | D      | 222    |
| 57   | GT     | 7   | Broadfoot Racing              | Jesús Diez de Villarroel Paco Orti John Warner Ronald Zitza           | Porsche 3.6 L Flat-6       | D      | 222    |
| DNF  | SRP II | 48  | Pilbeam Racing America        | Shane Lewis Bruno Lambert Toni Seiler                                 | Pilbeam MP84               | A      | 216    |
| DNF  | SRP II | 48  | Pilbeam Racing America        | Shane Lewis Bruno Lambert Toni Seiler                                 | Nissan 3.0 L V6            | A      | 216    |
| DNF  | SRP    | 38  | Champion Racing               | Dorsey Schroeder Bob Wollek Hurley Haywood Sascha Maassen             | Lola B2K/10                | G      | 209    |
| DNF  | SRP    | 38  | Champion Racing               | Dorsey Schroeder Bob Wollek Hurley Haywood Sascha Maassen             | Porsche 3.6 L Turbo Flat-6 | G      | 209    |
| DNF  | GT     | 80  | G&W Motorsports               | John Morton Michael Schrom Bob Mazzuoccola Stu Hayner                 | Porsche 996 GT3-R          | Y      | 185    |
| DNF  | GT     | 80  | G&W Motorsports               | John Morton Michael Schrom Bob Mazzuoccola Stu Hayner                 | Porsche 3.6 L Flat-6       | Y      | 185    |
| DNF  | SRP    | 27  | Lista Doran Racing            | Didier Theys Fredy Lienhard Ross Bentley Mauro Baldi                  | Crawford SSC2K             | Y      | 181    |
| DNF  | SRP    | 27  | Lista Doran Racing            | Didier Theys Fredy Lienhard Ross Bentley Mauro Baldi                  | Judd 4.0 L V10             | Y      | 181    |
| DNF  | SRP    | 78  | Sezio Florida Racing Team     | Patrice Roussel John Macaluso Edouard Sezionale Georges Forgeois      | Norma M2000-01             | G      | 179    |
| DNF  | SRP    | 78  | Sezio Florida Racing Team     | Patrice Roussel John Macaluso Edouard Sezionale Georges Forgeois      | Mader (BMW) 4.0 L V8       | G      | 179    |
| DNF  | SRP II | 6   | TRP Racing                    | Jeff Bucknum Brent Sherman Travis Duder Gary Tiller                   | Lola B2K/40                | G      | 138    |
| DNF  | SRP II | 6   | TRP Racing                    | Jeff Bucknum Brent Sherman Travis Duder Gary Tiller                   | Nissan 3.0 L V6            | G      | 138    |
| DNF  | AGT    | 53  | Diablo Racing                 | Eric Curran Mayo T. Smith Todd Snyder Tom Scheuren                    | Chevrolet Camaro           | G      | 125    |
| DNF  | AGT    | 53  | Diablo Racing                 | Eric Curran Mayo T. Smith Todd Snyder Tom Scheuren                    | Chevrolet 5.1 L V8         | G      | 125    |
| 65   | AGT    | 46  | ACP Motorsports               | Kerry Hitt Jerry Thompson Joe Nagle Rodger Bogusz                     | Chevrolet Corvette         | H      | 117    |
| 65   | AGT    | 46  | ACP Motorsports               | Kerry Hitt Jerry Thompson Joe Nagle Rodger Bogusz                     | Chevrolet 5.8 L V8         | H      | 117    |
| DNF  | SRP    | 06  | Jacobs Motorsports            | Todd Snyder Peter Argetsinger Nick Longhi Michael Jacobs              | Riley & Scott Mk. III      | D      | 112    |
| DNF  | SRP    | 06  | Jacobs Motorsports            | Todd Snyder Peter Argetsinger Nick Longhi Michael Jacobs              | Ford 6.0 L V8              | D      | 112    |
| DNF  | GT     | 92  | Cirtek Motorsport             | Hubert Haupt Anthony Kumpen Vic Rice John Young                       | Porsche 996 GT3-R          | D      | 108    |
| DNF  | GT     | 92  | Cirtek Motorsport             | Hubert Haupt Anthony Kumpen Vic Rice John Young                       | Porsche 3.6 L Flat-6       | D      | 108    |
| DNF  | GT     | 36  | Jürgen Alzen Racing           | Angelo Zadra Pedro Couceiro Ulrich Gallade Duncan Huisman             | Porsche 996 GT3-RS         | Y      | 106    |
| DNF  | GT     | 36  | Jürgen Alzen Racing           | Angelo Zadra Pedro Couceiro Ulrich Gallade Duncan Huisman             | Porsche 3.6 L Flat-6       | Y      | 106    |
| DNF  | SRP    | 8   | Konrad Motorsport             | Franz Konrad Alan Heath Charles Slater Gualter Salles                 | Lola B2K/10                | G      | 96     |
| DNF  | SRP    | 8   | Konrad Motorsport             | Franz Konrad Alan Heath Charles Slater Gualter Salles                 | Ford 6.0 L V8              | G      | 96     |
| DNF  | SRP    | 83  | Bob Akin Motorsports          | Norman Simon Mark Simo Brian DeVries Michael Lauer                    | Riley & Scott Mk. III      | Y      | 92     |
| DNF  | SRP    | 83  | Bob Akin Motorsports          | Norman Simon Mark Simo Brian DeVries Michael Lauer                    | Ford 6.0 L V8              | Y      | 92     |
| 71   | AGT    | 23  | Gwen Racing                   | Mark Montgomery Sim Penton Pascal Dro Patrick Cachet                  | Chevrolet Camaro           | P      | 67     |
| 71   | AGT    | 23  | Gwen Racing                   | Mark Montgomery Sim Penton Pascal Dro Patrick Cachet                  | Chevrolet 6.0 L V8         | P      | 67     |
| DNF  | SRP    | 28  | Intersport Racing             | Spencer Trenery Frank Emmett Bruce Trenery Patrick van Schoote        | Riley & Scott Mk. III      | G      | 62     |
| DNF  | SRP    | 28  | Intersport Racing             | Spencer Trenery Frank Emmett Bruce Trenery Patrick van Schoote        | Ford 5.1 L V8              | G      | 62     |
| DNF  | GT     | 02  | Morrison/Mosler Racing        | João Barbosa Scott Deware John Heinricy Jim Minneker                  | Mosler MT900 R             | D      | 61     |
| DNF  | GT     | 02  | Morrison/Mosler Racing        | João Barbosa Scott Deware John Heinricy Jim Minneker                  | Chevrolet 5.7 L V8         | D      | 61     |
| DNF  | GTS    | 5   | Rocketsports Racing           | Paul Gentilozzi Scott Pruett Johnny Miller Anthony Lazzaro            | Saleen S7-R                | G      | 50     |
| DNF  | GTS    | 5   | Rocketsports Racing           | Paul Gentilozzi Scott Pruett Johnny Miller Anthony Lazzaro            | Ford 6.9 L V8              | G      | 50     |
| DNF  | GTS    | 91  | Cirtek Motorsport             | David Warnock Ugo Colombo Bernardo Sá Nogueira Christian D'Agostin    | Porsche 911 GT2            | D      | 48     |
| DNF  | GTS    | 91  | Cirtek Motorsport             | David Warnock Ugo Colombo Bernardo Sá Nogueira Christian D'Agostin    | Porsche 3.6 L Turbo Flat-6 | D      | 48     |
| DNF  | GTS    | 15  | Chamberlain Motorsports       | Christian Vann Chris Bingham Seiji Ara Robert Nearn                   | Dodge Viper GTS-R          | D      | 45     |
| DNF  | GTS    | 15  | Chamberlain Motorsports       | Christian Vann Chris Bingham Seiji Ara Robert Nearn                   | Dodge 8.0 L V10            | D      | 45     |
| DNF  | GT     | 42  | Orbit Racing                  | Tommy Byrne Richard Millman Tony Kester Michael Collucci              | Porsche 996 GT3-RS         | D      | 37     |
| DNF  | GT     | 42  | Orbit Racing                  | Tommy Byrne Richard Millman Tony Kester Michael Collucci              | Porsche 3.6 L Flat-6       | D      | 37     |
| DNF  | GTS    | 76  | Gunnar Racing                 | Gunnar Jeannette Wayne Jackson Paul Newman Mike Brockman              | Porsche 911 GT1 Evo        | D      | 37     |
| DNF  | GTS    | 76  | Gunnar Racing                 | Gunnar Jeannette Wayne Jackson Paul Newman Mike Brockman              | Porsche 3.6 L Turbo Flat-6 | D      | 37     |
| DNF  | SRP    | 95  | TRV Motorsports               | Jeret Schroeder Tom Volk John Mirro Barry Waddell                     | Riley & Scott Mk. III      | G      | 3      |
| DNF  | SRP    | 95  | TRV Motorsports               | Jeret Schroeder Tom Volk John Mirro Barry Waddell                     | Chevrolet 5.0 L V8         | G      | 3      |
| DNS  | SRP II | 49  | Pilbeam Racing America        | Phil Harris                                                           | Pilbeam MP84               | A      | 0      |
| DNS  | SRP II | 49  | Pilbeam Racing America        | Phil Harris                                                           | Nissan 3.0 L V6            | A      | 0      |

1962 · 1963 · 1964 · 1965 · 1966 · 1967 · 1968 · 1969 · 1970 · 1971 · 1972 · 1973 · 1974 · 1975 · 1976 · 1977 · 1978 · 1979 · 1980 · 1981 · 1982 · 1983 · 1984 · 1985 · 1986 · 1987 · 1988 · 1989 · 1990 · 1991 · 1992 · 1993 · 1994 · 1995 · 1996 · 1997 · 1998 · 1999 · 2000 · 2001 · 2002 · 2003 · 2004 · 2005 · 2006 · 2007 · 2008 · 2009 · 2010 · 2011 · 2012 · 2013 · 2014 · 2015 · 2016 · 2017 · 2018 · 2019 · 2020 · 2021 · 2022 · 2023 · 2024 · 2025